# 10652 Blaeu
A 10652 Blaeu (ideiglenes jelöléssel 4599 P-L) a Naprendszer kisbolygóövében található aszteroida. Cornelis Johannes van Houten,  Ingrid van Houten-Groeneveld és Tom Gehrels fedezte fel 1960. szeptember 24-én.